# Dick Rodenheiser
Richard Peter „Dick“ Rodenheiser oder Rodenhiser (* 17. Oktober 1932 in Malden, Massachusetts) ist ein ehemaliger US-amerikanischer Eishockeyspieler. Bei den Olympischen Winterspielen 1960 gewann er als Mitglied der US-amerikanischen Nationalmannschaft die Goldmedaille.   

## Karriere
Dick Rodenheiser begann seine Karriere als Eishockeyspieler an der Boston University, die er von 1951 bis 1953 besuchte, während er parallel für deren Eishockeymannschaft in der National Collegiate Athletic Association spielte. Von 1954 bis 1956 und in der Saison 1959/60 nahm er mit dem Team USA jeweils an deren Olympiavorbereitung teil.   

### International
Für die USA nahm Rodenheiser an den Olympischen Winterspielen 1956 in Cortina d’Ampezzo sowie 1960 in Squaw Valley teil. Bei den Winterspielen 1956 gewann er mit seiner Mannschaft die Silber-, bei den Winterspielen 1960 die Goldmedaille.  

## Erfolge und Auszeichnungen
- 1956 Silbermedaille bei den Olympischen Winterspielen
- 1960 Goldmedaille bei den Olympischen Winterspielen